# Hydroptila sicilicula
Hydroptila sicilicula är en nattsländeart som beskrevs av Oliver S. Flint Jr. och Reyes-arrunategui 1991. Hydroptila sicilicula ingår i släktet Hydroptila och familjen smånattsländor. Inga underarter finns listade i Catalogue of Life.